# Alabastron

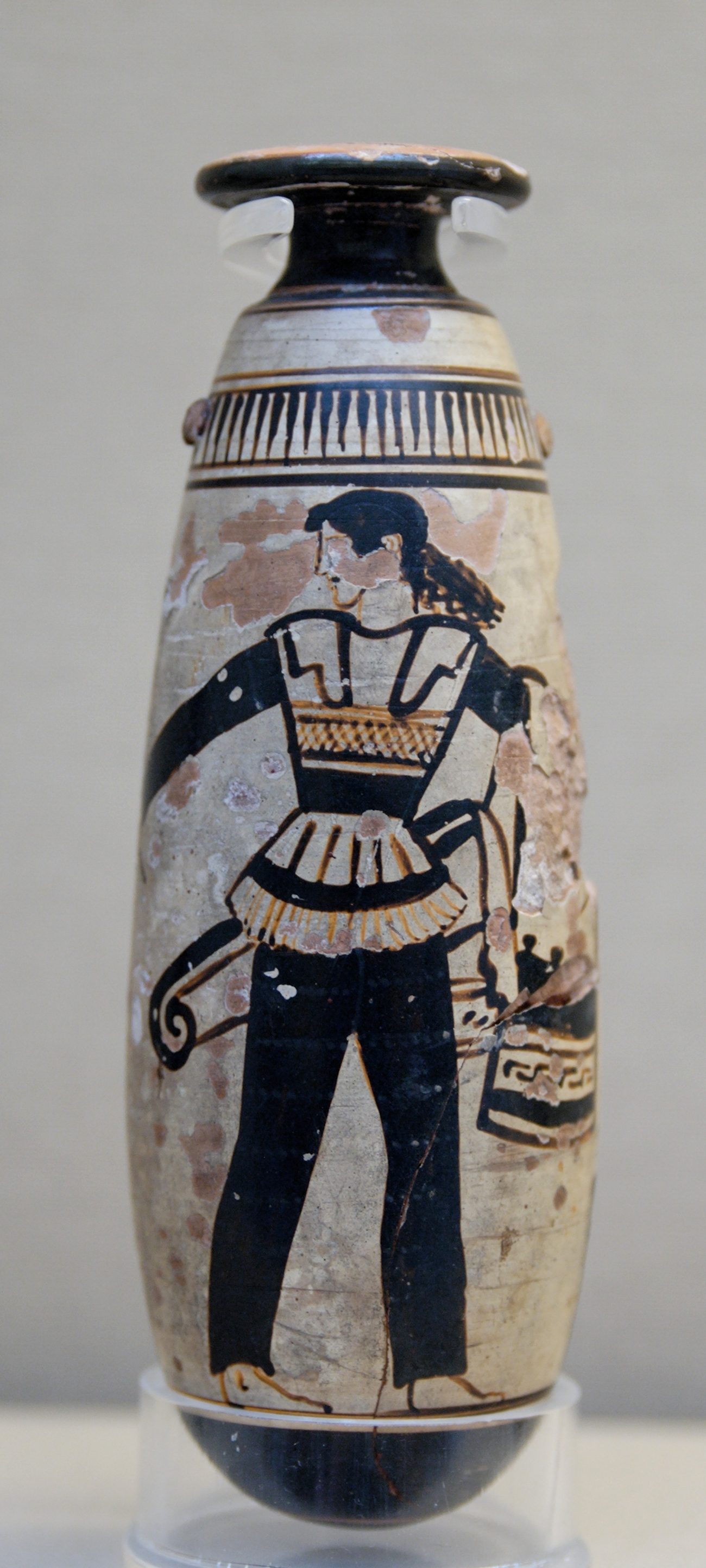
Amazonka v kalhotách držící štít – Attika, kolem 470 př. n. l.

Alabastron (z řečtiny αλάβαστρον, plurál alabastra) je obvykle podlouhlá starověká řecká keramická nádoba na olej či vonné látky. Její tvar zřejmě pochází z Egypta a vychází z kamenných (alabastrových) či skleněných předloh. Do Řecka se alabastra dostala kolem 7. století př. n. l.. Objevují se také v asyrské či palestinské keramice, a to buď jako importy nebo jako výrobky vzniklé inspirací řeckými či egyptskými vzory.

## Základní tvary
- základní cibulovitý korintský tvar o výšce 8 až 10 cm, populární po celém Řecku
- podlouhlý zašpičatělý tvar běžný ve východním Řecku, u Etrusků a v korintských koloniích na území dnešní Itálie (tzv. Velké Řecko)
- attický typ o výšce 10 až 20 cm s okrouhlým podstavcem a uchy